# Place Banque Nationale
La Place Banque Nationale est un gratte-ciel situé au 800 rue Saint-Jacques à Montréal, Québec (Canada) au coin du boulevard Robert-Bourassa dans le Quartier international de Montréal.
Il est le nouveau siège social Banque nationale du Canada à la suite de son déménagement depuis le 600 rue De La Gauchetière Ouest du Complexe Maisonneuve. Il est officiellement inauguré de 19 septembre 2024 après près de 5 ans de construction. Le bâtiment est jumelé avec le Victoria sur le parc voisin pour devenir le troisième plus haut bâtiment de Montréal atteignant près de 200 mètres de hauteur.

## Construction
En janvier 2018, la société de construction et de promotion immobilière Broccolini fait l'acquisition du terrain et est mandatée par la Banque Nationale du Canada pour y construire son nouveau siège social. La première pelletée de terre eut lieu en novembre 2018 et sa construction commença en janvier 2019. Le site était autrefois occupé par un stationnement public.